# ستانيسلاف تودوروف
ستانيسلاف تودوروف (بالبلغارية: Станислав Тодоров)‏ هو لاعب كرة قدم وحكم كرة قدم بلغاري، ولد في 7 سبتمبر 1976 في بلغاريا.